# Меремша
Меремша — река в Костромской области России.

## Общие сведения
Исток находится в Шарьинском районе, основное течение по территории Мантуровского района. Южнее города Мантурово впадает в реку Унжу в 138 км от её устья по левому берегу. Длина реки — 23 км, площадь водосборного бассейна — 169 км². Населённых пунктов на реке нет.

## Данные водного реестра
По данным государственного водного реестра России относится к Верхневолжскому бассейновому округу, водохозяйственный участок реки — Унжа от истока и до устья, речной подбассейн реки — Волга ниже Рыбинского водохранилища до впадения Оки. Речной бассейн реки — (Верхняя) Волга до Куйбышевского водохранилища (без бассейна Оки).
Код объекта в государственном водном реестре — 08010300312110000015860.

## Притоки
(расстояние от устья)
- 7,6 км: река Котельница (пр)